# Villy de Luca
Villy de Luca, spesso indicato come Willy de Luca (Roma, 12 luglio 1925 – Roma, 21 luglio 1982), è stato un giornalista italiano.
Fu direttore del Telegiornale e Direttore generale della Rai.

## Biografia
Laureato in lettere, inizia l'attività giornalistica nel 1950 presso La libertà d'Italia. In seguito viene nominato capo ufficio stampa del Presidente della Camera, Giovanni Gronchi. Lascia l'incarico quando diviene redattore capo della redazione romana del quotidiano torinese Gazzetta del Popolo. Di seguito passa a Il Giorno come corrispondente politico. Entrato alla Rai nel 1965 come inviato speciale e commentatore di politica interna, diviene vicedirettore dei servizi parlamentari nel 1968 e l'anno successivo direttore del telegiornale, incarico che tiene fino al 14 marzo 1976, rinnovando i notiziari e potenziando in particolare i servizi giornalistici settimanali TV7 e AZ.
Sotto la sua direzione il TG inaugura la stagione delle dirette mandando in onda le operazioni di allunaggio il 20 luglio del 1969. Nel 1972 il Telegiornale seguì per la prima volta con collegamenti diretti i risultati delle elezioni politiche. Il suo volto diviene noto al grande pubblico grazie alla conduzione del programma Tribuna politica. Nel 1975 viene nominato direttore della segreteria del consiglio di amministrazione della Rai e nel 1977 vicedirettore generale per il coordinamento televisivo.
Nel giugno 1980 è quindi nominato direttore generale della Rai. La sua gestione post-bernabeiana è improntata all'accentuazione del ruolo politico dell'emittenza pubblica; in quel periodo l'azienda pubblica è provata dall'invadenza dei partiti e delle lobby interne a viale Mazzini e dalle interminabili riunioni per le nomine dei nuovi direttori dei telegiornali e dei giornali radio. Fotograferà questa condizione dell'emittente pubblica sentenziando che "La Rai è imbrigliata in lacci e lacciuoli a non finire".
Quale direttore generale della Rai autorizza nel giugno del 1981 una diretta televisiva non stop lunga 18 ore a reti Rai unificate sul tentativo di salvataggio di Alfredo Rampi, detto Alfredino per la sua giovane età (6 anni), protagonista di un tragico fatto di cronaca: mercoledì 10 giugno 1981, alle 19, cadde in un pozzo artesiano largo 28 cm e profondo 80 metri in località Selvotta situata lungo la via di Vermicino, strada che collega Roma sud a Frascati nord.
L'Italia intera rimase in ansia davanti alla televisione, si stimò che oltre 21 milioni di persone avessero seguito la drammatica vicenda.
Tra le scelte editoriali che sono legate al suo nome vi sono l'edizione del Telegiornale delle 13:30 e l'ingresso della RAI nella produzione cinematografica (L'albero degli zoccoli, Fontamara e De Gasperi).
Muore per infarto il 21 luglio 1982, a 57 anni, al termine di un intervento davanti alla commissione parlamentare di vigilanza, svoltasi a Palazzo San Macuto.

## Omaggi
A lui è stata intitolata l'odierna piazza del Centro di produzione Rai a Saxa Rubra: Largo Villy de Luca. «Villì» (come lo chiamavano i suoi colleghi) ha rappresentato nella Rai post-riforma una sorta di continuità tra il passato e il presente, coniugando contraddittoriamente il senso della missione sociale data dalla formazione ideologica e l'impasse della pratica quotidiana. L'obiettività, la determinazione e la forte personalità gli hanno fatto ottenere molti consensi, sia dal punto di vista umano che professionale.